# Pasing-Obermenzing
Pasing-Obermenzing ist der Stadtbezirk 21 der bayerischen Landeshauptstadt München.
Unterteilt ist der Stadtbezirk in die Stadtteile Pasing und Obermenzing.

## Lage
Der Stadtbezirk Pasing-Obermenzing liegt im Westen der Stadt. Die Grenzen entsprechen noch der ehemaligen Stadtgrenze Pasings und der ehemaligen Gemeindegrenze Obermenzings, so dass das Gebiet des Bezirkes an die Form eines Schmetterlings erinnert. In Groben sind die Bezirksgrenzen (im Uhrzeigersinn von dem Bahnkörper München-Pasing – München Hbf): die Willibaldstraße zu Laim, Felder und Wiesen zur Blumenau und zu Lochham, die Bahnstrecken München–Starnberg und München–Augsburg bis zur Bergsonstraße zu Lochham und Aubing, über landwirtschaftlich genutzte Fläche die A 8, die Obere Mühlstraße und Menzinger Straße zu Untermenzing, der Schlosspark Nymphenburg bis zum Bahnkörper München-Pasing – München Hbf zu Neuhausen-Nymphenburg.
Nachbarbezirke sind Aubing-Lochhausen-Langwied im Westen, Allach-Untermenzing im Norden, Moosach im Nordosten, Neuhausen-Nymphenburg und Laim im Osten sowie Hadern im Südosten. Im Südwesten grenzt die Gemeinde Gräfelfing (Landkreis München) an.

## Politik
- SPD: 6
- Grüne: 11
- FW/ÖDP: 2
- FDP: 1
- CSU: 10
- AfD: 1

Der Bezirksausschuss von Pasing-Obermenzing wurde zuletzt am 15. März 2020 gewählt. Die Sitzverteilung lautet wie folgt: GRÜNE: 11, CSU: 10, SPD: 6, ÖDP/FW: 2, FDP: 1, AfD: 1.
Die CSU stellt den Bezirksausschuss-Vorsitzenden. Die Wahlbeteiligung lag bei 54,0 Prozent.

## Stadtteile

### Pasing
Pasing wurde am 29. Juni 763 erstmals als villa Pasingas urkundlich erwähnt. Der Name leitet sich vom Eigennamen eines Poaso/Poso oder Paoso/Paso ab. 1818 wurde Pasing eigenständige Gemeinde mit eigenem Patrimonialgericht. An einer sehr guten Entwicklung wurde Pasing zum 1. Januar 1905 zur Stadt erhoben; zugleich wurde ein eigenes Wappen verliehen. Am 1. April 1938, mit Vertrag vom 8. Januar 1938 wurde Pasing nach München zwangseingemeindet, um die Hauptstadt der Bewegung zu einer der größten Städte des NS-Reiches zu machen. Allerdings erhielt Pasing Sonderrechte, wie eine eigene Bezirksverwaltung, die dem Oberbürgermeister direkt untersteht, die bis 2005 bestanden.
Der historische Ortskern Pasings befindet sich um die Stadtpfarrkirche Mariä Geburt (Am Klostergarten 9) und Planegger, Landsberger, Lortzing-/Pippinger und Gleichmannstraße.

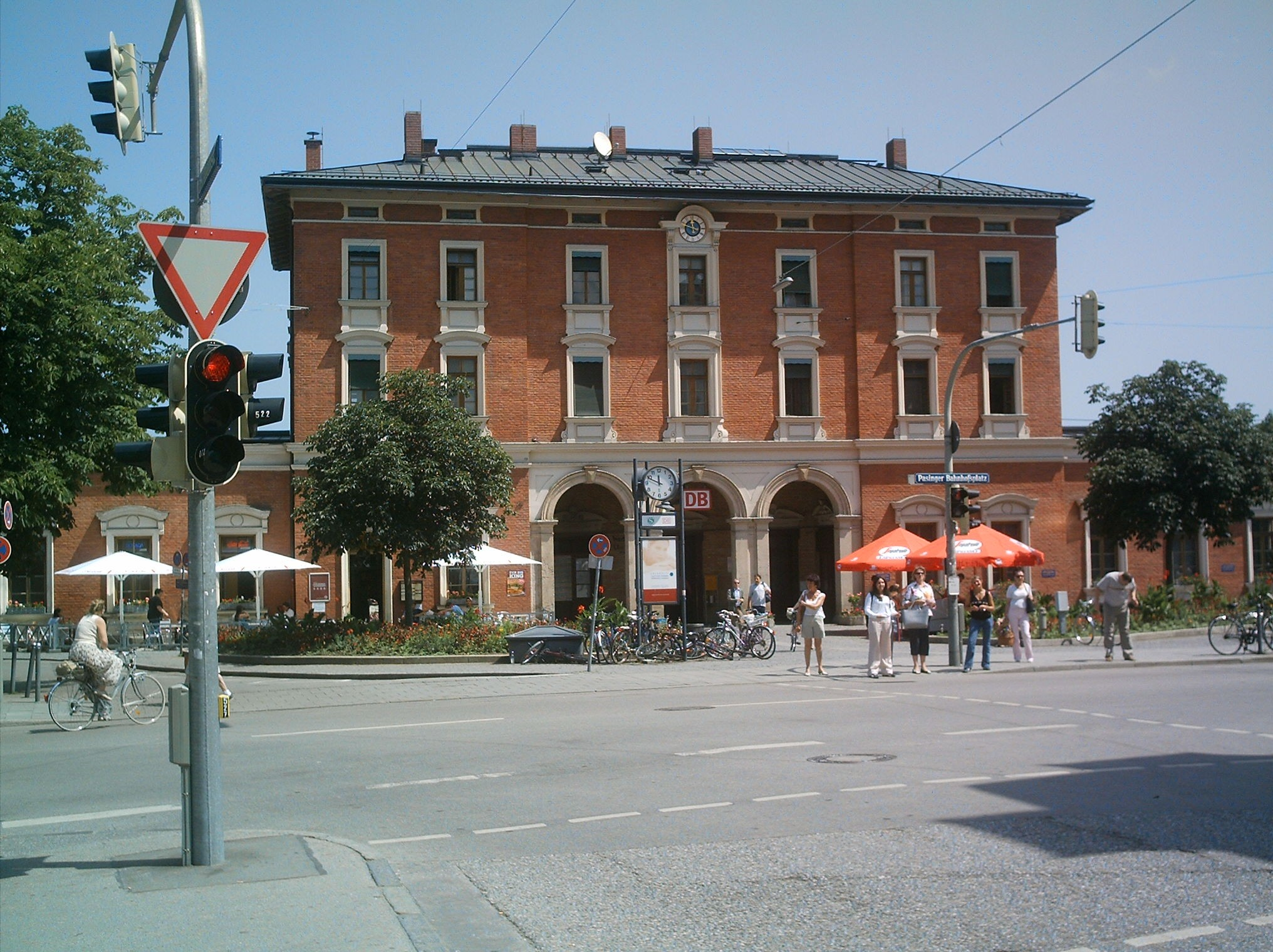
Empfangsgebäude des Bahnhofs München-Pasing (Südseite)

Neue Siedlungen auf dem Gebiet der ehemaligen Stadt Pasing
- Hindenburgsiedlung: Die Siedlung an der Bäcker-, Apfelkammer-, Mühlhaissen-, Bauschneider- und Perlschneiderstraße wurde in den Jahren 1932 bis 1936 durch die Gemeinnützige Aktien-Gesellschaft für Angestellten-Heimstätten in Berlin (GAGFAH) gebaut. Die für die 1930er Jahre typische Einfamilienhaussiedlung wurde nach dem Reichspräsidenten Paul von Hindenburg benannt.
- Villenkolonie Neu-Pasing I: Der Architekt August Exter initiierte 1892 die Planung einer Villenkolonie nach dem Gartenstadt-Gedanken, zunächst entlang der heutigen August-Exter-Straße, die damals länger konzipiert war. Der hintere Teil heißt heute Sibeliusstraße. Heute erstreckt sich die Kolonie in etwa vom Pasinger Bahnhof im Süden bis zum Nymphenburger Kanal im Norden und im Westen bis zur Würm.
- Villenkolonie Pasing II: Auch die Idee zur Villenkolonie Pasing II westlich der Würm kam von August Exter, jedoch scheiterte er an der Planung. Im Jahr 1897 gab Exter sein Baugeschäft[3] auf und zog sich schrittweise von der Architektentätigkeit zurück. Entgegen der vielfach wiedergegebenen Vermutung, Exter habe auch die Villenkolonie Pasing II errichtet, sieht die Wahrheit anders aus. 1899 ging das besagte unbebaute Grundstück in den Besitz der Terraingesellschaft Neu-Westend AG über. Mehrheitsaktionär war das von Georg Speyer geführte Frankfurter Bankhaus Lazard Speyer-Ellissen. Die Erschließung des Areals erfolgte durch die Terraingesellschaft. Exters Schulden bei der Stadt Pasing wurden von der königlichen Filialbank übernommen. Bis 1900 wurden 90 Häuser erbaut, dann stagnierte der Baufortschritt jedoch. Die Kolonie II erstreckt sich heute von der Bahnlinie im Süden und Westen bis zur Würm im Osten und der Bergsonstraße im Norden.
- Die Waldkolonie Pasing, eine Villenkolonie zwischen Maria-Eich-Straße und Am Stadtpark, wurde ab 1894 vom Architekten Louis Ende erbaut.

### Obermenzing

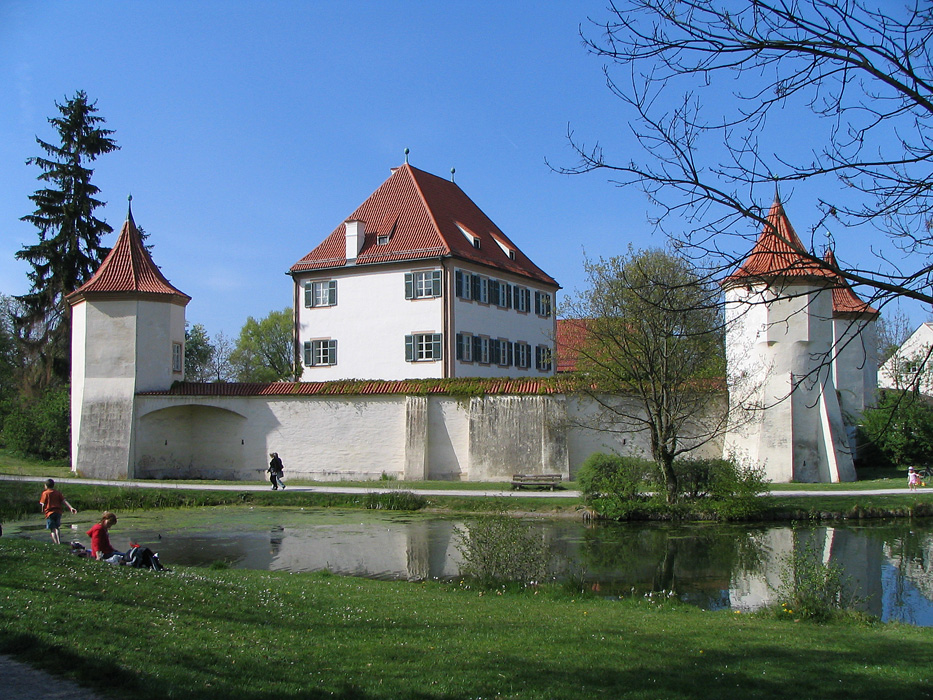
Schloss Blutenburg in Obermenzing

Menzing wurde am 6. November 817 bereits als Menzinga erstmals urkundlich genannt. Obermenzing wurde mit den Ortsteilen Pipping und Blutenburg 1818 eigenständige Gemeinde. 1922 wurde Obermenzing ein eigenes Wappen verliehen. Am 1. Dezember 1938, mit Vertrag vom 26. Oktober 1938 wurde Obermenzing nach München zwangseingemeindet, um die sogenannte Hauptstadt der Bewegung zu einer der größten Städte des Reiches zu machen.
Historische Ortsteile der ehemaligen Gemeinde Obermenzing
- Obermenzing, der alte Ortskern um die Katholische Pfarrkirche St. Georg, Dorfstraße 37a, und entlang der Pippinger Straße.

- Blutenburg, Gemeinde Obermenzing. Die Blutenburg wurde am 14. März 1432 als Pludenburg erstmals urkundlich erwähnt. 1818 wurde Blutenburg Teil der Gemeinde Obermenzing. Zusammen mit der Gemeinde Obermenzing wurde Blutenburg am 1. Dezember 1938 nach München eingemeindet.

- Pipping, Gemeinde Obermenzing. Pipping wurde am 24. Februar 1325 erstmals als Pipingen urkundlich erwähnt. Der leitet sich vom Eigennamen Pippi/Pippin ab. 1818 wurde Pipping Teil der Gemeinde Obermenzing. Zusammen mit der Gemeinde Obermenzing wurde Blutenburg am 1. Dezember 1938 nach München eingemeindet. Der alte Ortskern befindet sich an der Katholischen Filialkirche St. Wolfgang, Pippinger Straße 49a.

Neue Siedlungen auf dem Gebiet der ehemaligen Gemeinde Obermenzing
- Am Durchblick: 1957 begann die Südhausbau GmbH mit der Errichtung der Einfamilienhaus-Siedlung „Am Durchblick“, die sich entlang dem Nymphenburger Kanal erstreckt. Der Name rührte vom sogenannten „Durchblick“, durch den man vom Schloss Nymphenburg aus über ein unbebautes Gelände zum Schloss Blutenburg blicken konnte. Dies ist heute nicht mehr möglich.

- Neulangwied: Mitte der 1960er Jahre entstand an der nordwestlichen Bebauungsgrenze ein neues Baugebiet an der Bergsonstraße und Mooswiesenstraße/Alte Allee, nördlich der Bahnlinie. Der Arbeitskreis für Stadtteilbenennungen schlug am 26. Januar 1966 den Namen Neulangwied vor, der dann am 15/16. Februar 1966 vom Stadtrat beschlossen wurde und seitdem amtlicher Name der Siedlung ist.

- Neulustheim: Um eine Siedlung hinter dem Nymphenburger Schlosspark zu errichten, wurde am 14. Januar 1919 die Soziale Eigenheim-Siedlung Neulustheim GmbH gegründet, der später der Status einer eGmbH zuerkannt wurde. Die Gesellschaft erhielt durch Pachtvertrag vom 4. Juli 1921 mit der Krongutsverwaltung Grund zwischen der Menzinger Straße, der Lechelstraße und der Bahnlinie nach Landshut zum Bau von Eigenheimen. Baubeginn war 1923, die Siedlung wurde erst 1967 fertiggestellt. Der Name rührt von der Lage der Siedlung her: So wie Lustheim am Ende des Schlossparks Schleißheim liegt, so liegt die Siedlung hinter dem Nymphenburg.

## Bezirksteile
Für die Verwaltung und für statistische Zwecke ist der Stadtbezirk in vier Bezirksteile unterteilt.
1. Neupasing
2. Am Westbad
3. Pasing
4. Obermenzing

Während der Stadtteil Pasing die drei Bezirksteile Neupasing, Am Westbad und Pasing umfasst, ist der Stadtteil Obermenzing mit dem gleichnamigen Bezirksteil identisch.

## Allgemeines

### Sozialstruktur
Die Sozialstruktur im Bezirk Pasing-Obermenzing ist nicht einheitlich. Die ehemals selbständigen Bezirksteile haben ihre eigene Struktur behalten. Während Obermenzing eher durch die gehobene Mittelschicht geprägt ist, ist die Sozialstruktur in Pasing gut durchmischt. Näheres siehe Hauptartikel Pasing und Obermenzing.

### Verkehr

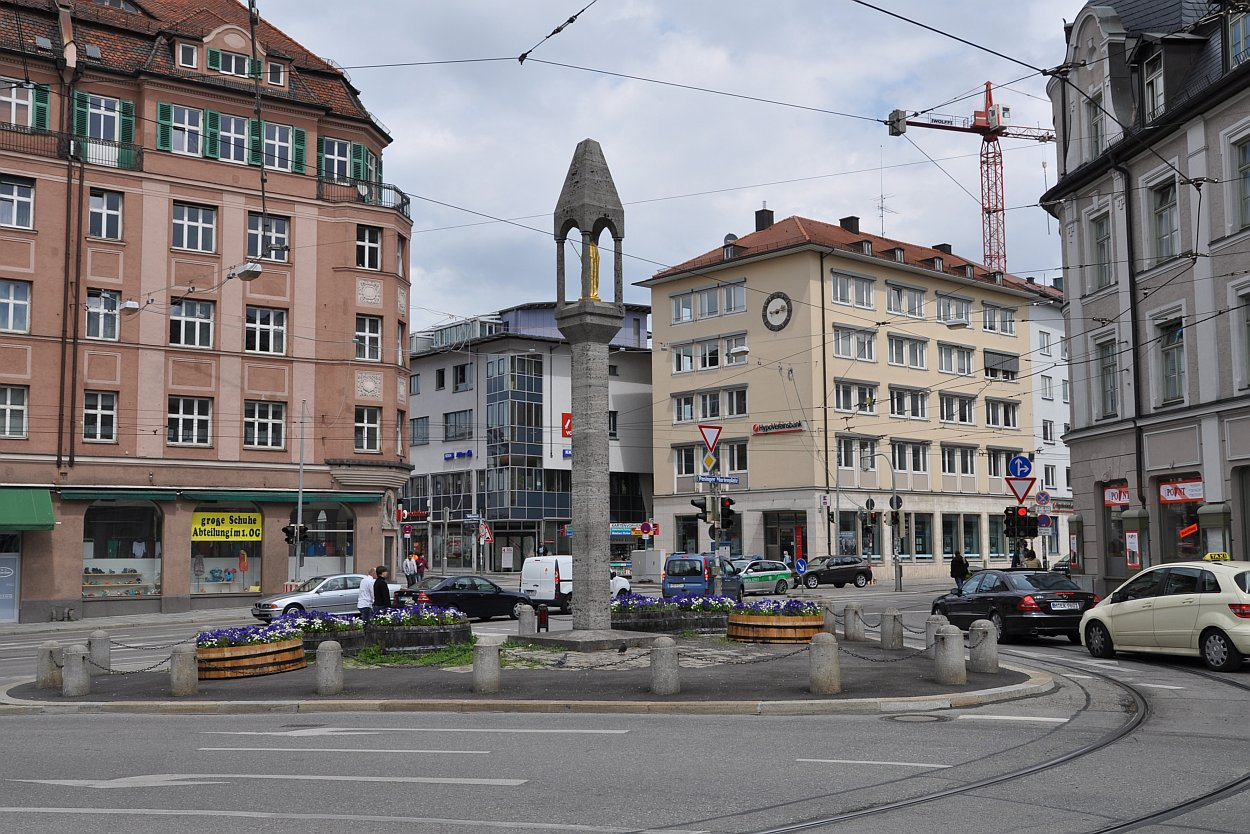
Pasinger Marienplatz

Auch hier sind beide Bezirksteile zu unterscheiden. Pasing wird vor allem durch Landsberger Straße – Pasinger Marienplatz – Bodenseestraße (B 2) in Ost-West-Richtung und durch Maria-Eich-Straße – Lortzingstraße [– Pippinger Straße] in Süd-Nord-Richtung gut für den Individualverkehr erschlossen, wobei hier auch der überörtliche Autoverkehr spürbar ist. Der öffentliche Personennahverkehr ist sehr gut vertreten: mehrere MVG-Buslinien bedienen Pasing, mit der Trambahnlinie 19 besitzt Pasing Anschluss an eine der wichtigsten Ost-West-Verbindungen der Münchener Trambahn. Schließlich besitzt Pasing mit dem Bahnhof München-Pasing nicht nur einen S-Bahnhof, an dem mehrere S-Bahnlinien halten; der Kreuzungsbahnhof ist zugleich Fernbahnhof der Deutschen Bahn und ICE-Systemhalt. Geplant ist zudem ein Anschluss Pasings an das Münchner U-Bahn-Netz durch Verlängerung der U5 nach Pasing Bahnhof bzw. der U4 zum S-Bahnhof Westkreuz. Eine Realisierung wird jedoch nicht in naher Zukunft stattfinden.
Obermenzing ist im Individualverkehr ähnlich gut angeschlossen: Die Pippinger Straße in Nord-Süd-Richtung und die Verdistraße in Ost-West-Richtung schließen den Stadtteil an Pasing und Nymphenburg an; gerade die Verdistraße hat aber ein Zubringerfunktion zur A 8 Richtung Stuttgart, so dass die Verkehrsbelastung nicht unerheblich ist. Im öffentlichen Personennahverkehr ist der Haltepunkt Obermenzing an der Verdistraße Nähe Bauseweinallee die wichtigste Schnittstelle neben manche mehrere Buslinien, die als Zubringer gelten.
Seit Anfang 2006 ist der Bezirk Pasing-Obermenzing vom neuen Teilstück des Autobahnrings München West A 99 umschlossen. Dies bedeutet für Pippinger und Landsberger Straße (B 2) eine verkehrstechnische Entlastung, da die Autobahn die in Obermenzing endende A 8 München–Stuttgart–Karlsruhe und die A 96 München–Lindau miteinander verbindet.
Neuerdings wird die Umwandlung der Landsberger Straße in eine Einkaufsmeile diskutiert. Bisher ist keine Lösung für ein Verkehrskonzept, das eine Umwandlung zulässt, gefunden worden.

### Baudenkmäler
- Liste der Baudenkmäler in München/Obermenzing
- Liste der Baudenkmäler in München/Pasing

### Einwohnerstatistik
(Stand jeweils am 31. Dezember, Einwohner mit Hauptwohnsitz)
| Jahr | Einwohner | davon Ausländer | Einwohner je km² |
| ---- | --------- | --------------- | ---------------- |
| 2000 | 59.758    | 9.729 (16,3 %)  | 3.623            |
| 2001 | 60.445    | 10.002 (16,5 %) | 3.665            |
| 2002 | 60.616    | 10.050 (16,6 %) | 3.675            |
| 2003 | 61.509    | 10.394 (16,9 %) | 3.728            |
| 2004 | 62.081    | 10.639 (17,1 %) | 3.763            |
| 2005 | 62.724    | 10.822 (17,3 %) | 3.802            |
| 2006 | 63.763    | 10.900 (17,1 %) | 3.865            |
| 2007 | 64.773    | 11.067 (17,1 %) | 3.926            |
| 2008 | 65.290    | 11.025 (16,9 %) | 3.957            |
| 2009 | 65.279    | 10.792 (16,5 %) | 3.959            |
| 2010 | 66.244    | 11.221 (16,9 %) | 4.017            |
| 2011 | 67.878    | 12.014 (17,7 %) | 4.114            |
| 2012 | 69.295    | 12.882 (18,6 %) | 4.200            |
| 2013 | 70.783    | 13.822 (19,5 %) | 4.290            |
| 2014 | 71.880    | 14.754 (20,5 %) | 4.357            |
| 2015 | 73.320    | 16.077 (21,9 %) | 4.444            |
| 2016 | 74.432    | 16.673 (22,4 %) | 4.512            |
| 2017 | 74.098    | 16.714 (22,6 %) | 4.491            |
| 2018 | 74.625    | 17.113 (22,9 %) | 4.523            |
| 2019 | 76.348    | 18.220 (23,9 %) | 4.628            |
| 2020 | 77.301    | 18.696 (24,2 %) | 4.686            |
| 2021 | 78.232    | 18.942 (24,2 %) | 4.742            |
| 2022 | 80.309    | 20.635 (25,7 %) | 4.868            |
| 2023 | 81.246    | 21.321 (26,2 %) | 4.925            |
| 2024 | 81.804    | 21.846 (26,7 %) | 4.959            |

Quelle mit weiteren Daten

## Grünflächen

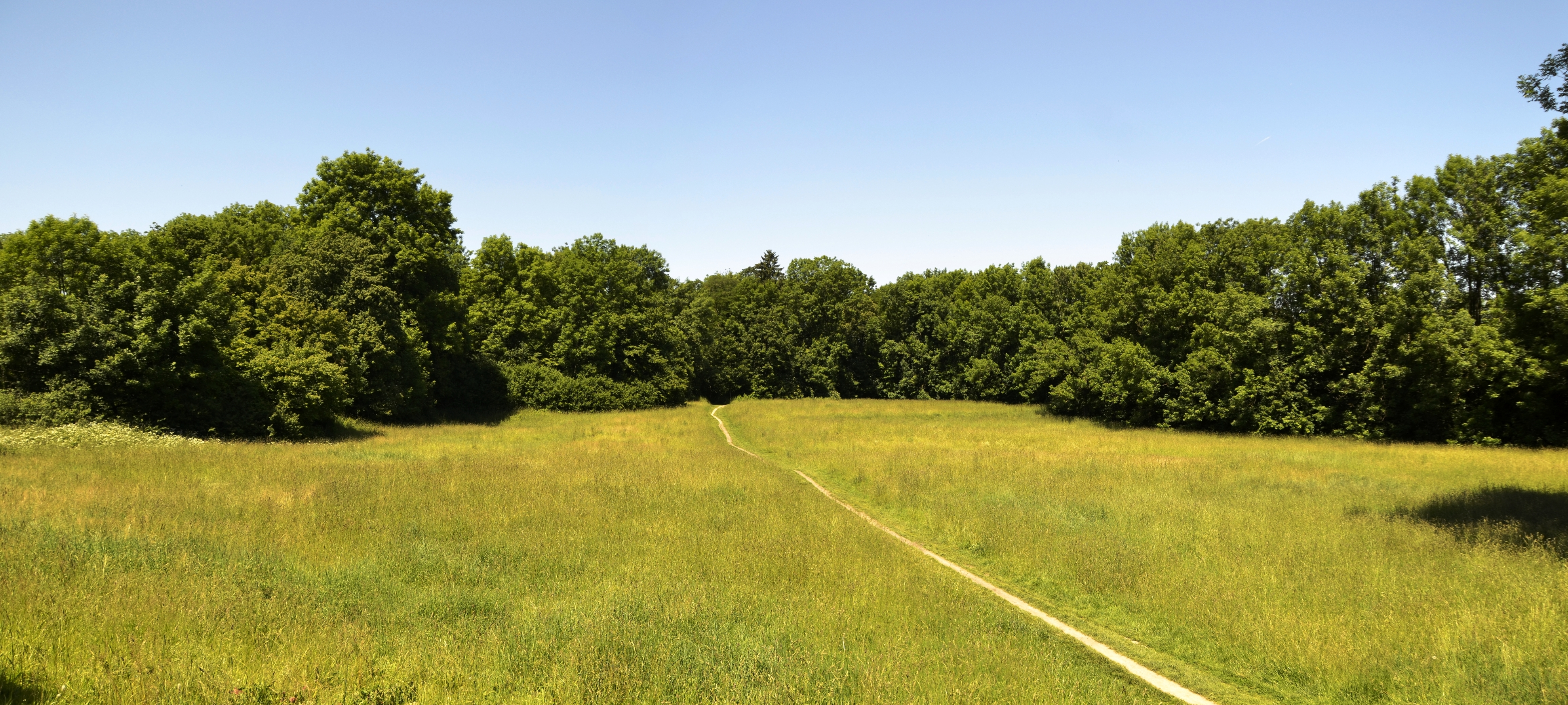
Pasinger Stadtpark

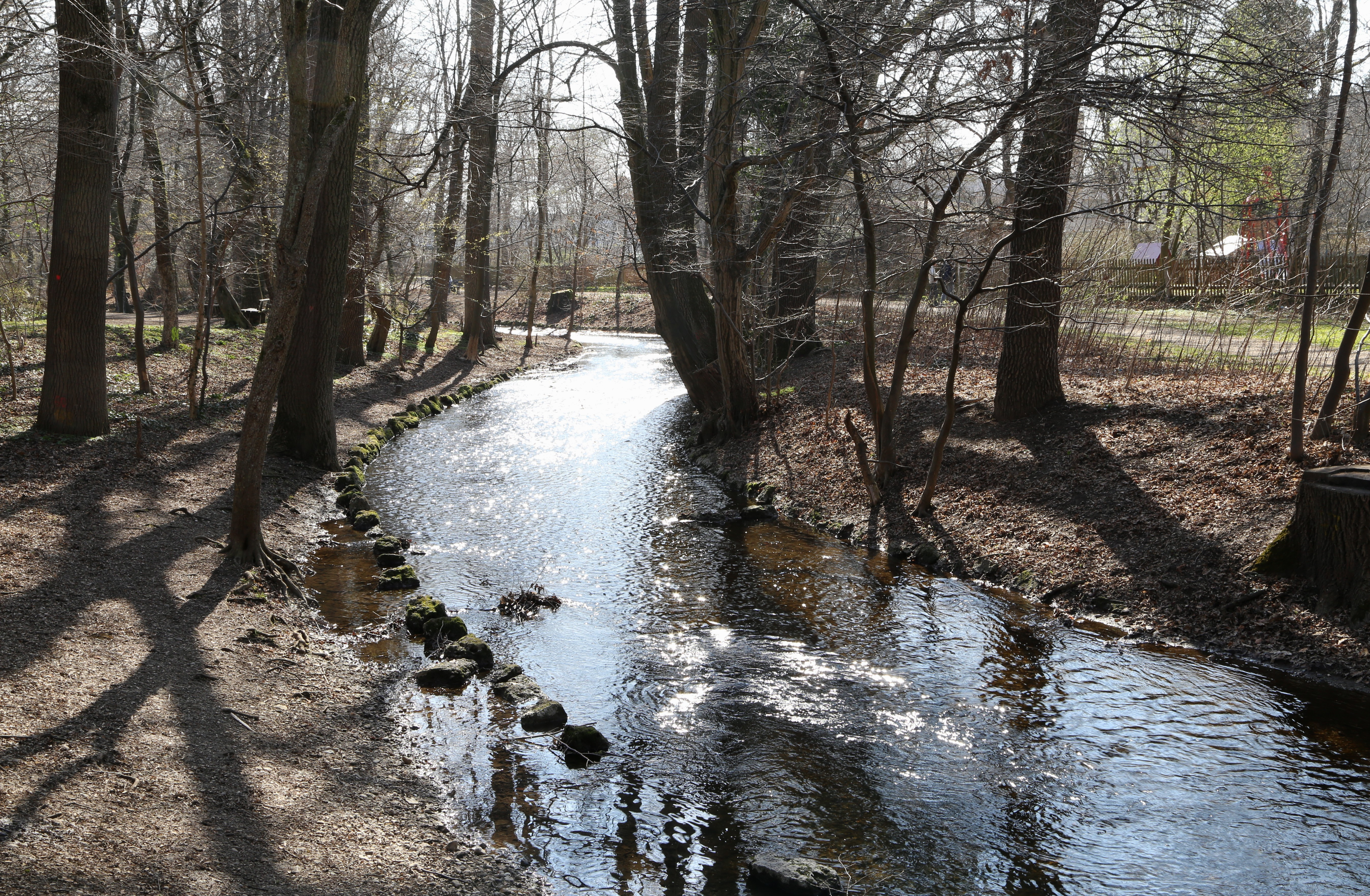
Würm im Pasinger Stadtpark

- Würm, Würm-Grünzug mit Pasinger Stadtpark
- Würm-Kanalsystem von Pasing zum Schloßpark Nymphenburg, Pasing-Nymphenburger Kanal
- Landschaftspark Pasing – Laim – Blumenau – Hadern,
- Landschaftspark West Pasing – Laim – Blumenau – Hadern
- Park am Durchblick bei Schloss Blutenburg
- Grünzug Würm - die Würm
- Liste der Grünflächen in München
- Münchner-Grüngürtel